# 柏林行動 (阿納姆戰役)
柏林行動（英語：Operation Berlin）是為了撤離英國第1空降師殘餘部隊而展開的夜間作戰，當時第1空降師在阿納姆戰役中被德軍重創，三面被包圍，因此由波蘭第1傘降旅掩護，由工兵協助渡河撤退。這場行動結束了市場花園行動。

## 外部連結
- 维基共享资源上的相關多媒體資源：柏林行動